# Decennaliazuil
De Decennaliazuil was een erezuil op het Forum Romanum in het oude Rome.

## Geschiedenis
De zuil werd in 303 gebouwd ter ere van het 10-jarige regeringsjubileum van de tetrarchie van Diocletianus, die dat jaar ook een zeldzaam bezoek aan zijn hoofdstad bracht. De Decennaliazuil maakte deel uit van een groep van vijf zuilen, die allen ter ere van de tetrarchie waren opgericht. Deze vijf zuilen stonden op een rij op de rostra. Een zuil eerde het 20-jarige jubileum van de Augusti van de tetrarchie, een andere de 20-jarige regering van de Imperators. De Decennaliazuil was opgericht ter ere van het 10-jarige jubileum van de Caesars van de tetrarchie. Het is onbekend aan wie de andere twee zuilen waren gewijd. De groep staat afgebeeld op een reliëf op de Boog van Constantijn, die enkele jaren later werd gebouwd. De middelste zuil was 13,5 meter hoog en droeg een standbeeld van de oppergod Jupiter. De vier andere zuilen (waaronder de Decennaliazuil) waren 12 meter hoog en droegen de beelden van de vier keizers van de tetrarchie.

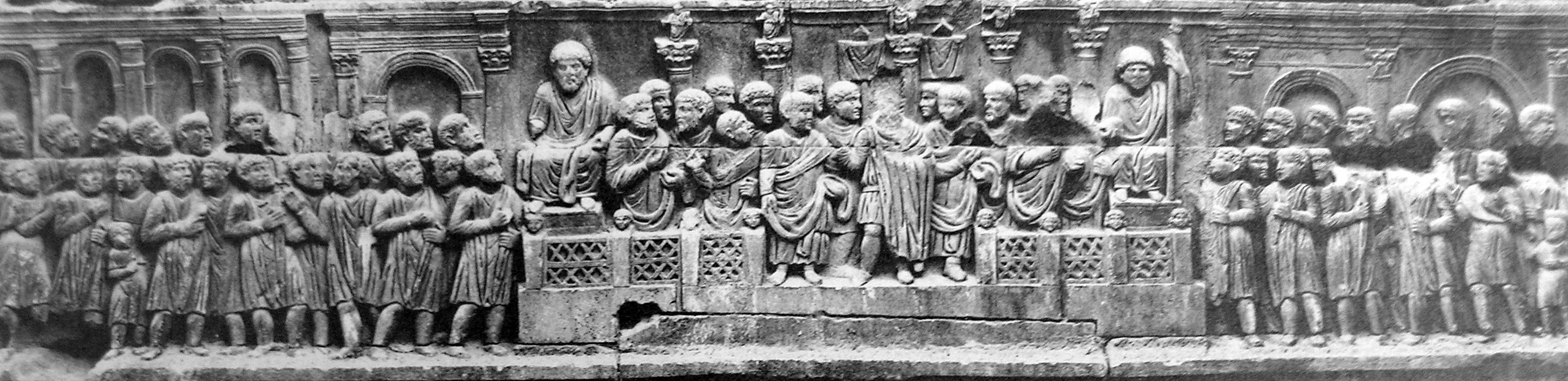
De vijf erezuilen achter de rostra

## De voet
Bij opgravingen in 1547 werd de voet van de Decennaliazuil teruggevonden. Deze voet is gemaakt van marmer en aan alle kanten in reliëf versierd. Op de voorzijde staan twee gevleugelde Victoria's, die een schild vasthouden waarop de tekst Caesarum Decennalia Feliciter staat gegraveerd, die herinnert aan het 10-jarige jubileum van de Caesars. Op het linkerpaneel staat een processie met senatoren afgebeeld. Op het rechterpaneel worden een stier, een ram en een varken geofferd. Aan de achterzijde staat een scène, waarin een van de keizers voor het Altaar van Mars door een Victoria wordt gekroond, terwijl onder andere de goden Mars, Roma en Sol Invictus toekijken.
De voet van de Decennaliazuil is op het Forum Romanum op een verhoging achter de rostra geplaatst. Delen van de schachten van de vijf zuilen, gemaakt van roze graniet uit Aswan, liggen verspreid in de buurt.

## Referentie
- F. Coarelli, Rome and environs - an archeological guide, Berkeley 2007, pp.60. ISBN 9780520079618
- A. Claridge, Rome (Oxford Archaeological Guides), Londen, 1998, pp. 83-84. ISBN 0192880039